# C. N. Annadurai
Conjeevaram Natarajan Annadurai (Presidencia de Madrás, 15 de septiembre de 1909-Chennai, 3 de febrero de 1969)  conocido como Anna, también conocido como Arignar Anna o Perarignar Anna (Anna, el erudito o el hermano mayor), fue un político indio tamil que se desempeñó como el cuarto y último ministro principal del estado de Madrás desde 1967 hasta 1969 y primer ministro principal de Tamil Nadu durante 20 días (después de que el estado de Madrás pasara a llamarse Tamil Nadu) antes de su muerte. Fue el primer miembro de un partido dravidiano en ocupar cualquiera de los dos puestos.
Era bien conocido por sus habilidades oratorias y fue un aclamado escritor en lengua tamil. Escribió y actuó en varias obras de teatro. Algunas de sus obras de teatro se convirtieron más tarde en películas. Fue el primer político de los partidos dravidianos en utilizar ampliamente el cine tamil para la propaganda política. Nacido en una familia de clase media, primero trabajó como maestro de escuela, luego pasó a la escena política de la presidencia de Madrás como periodista. Editó varias revistas políticas y se inscribió como miembro de Dravidar Kazhagam. Como ferviente seguidor de Periyar E. V. Ramasamy, se elevó en estatura como miembro destacado del partido.
Debido a las diferencias que se avecinaban con Periyar, sobre cuestiones del estado independiente separado de Dravida Nadu y la unión con la India, cruzó espadas con su mentor político. La fricción entre los dos finalmente estalló cuando Periyar se casó con Maniammai, que era mucho más joven que él. Enojado por esta acción de Periyar, Annadurai con sus seguidores se separó de Dravidar Kazhagam y lanzó su propio partido, Dravida Munnetra Kazhagam (DMK). El DMK inicialmente siguió las mismas ideologías que su padre, Dravidar Kazhagam. . Pero con la evolución de la política nacional y la constitución de la India después de la guerra sino-india en 1962, Annadurai abandonó la reivindicación de un Dravida Nadu independiente. Diversas protestas contra el gobierno gobernante del Congreso lo llevaron a prisión en varias ocasiones; el último de los cuales fue durante la agitación anti-hindi de Madrás en 1965. La agitación en sí ayudó a Annadurai a ganar apoyo popular para su partido. Su partido obtuvo una victoria aplastante en las elecciones estatales de 1967. Su gabinete era el más joven en ese momento en la India. Legalizó los matrimonios por respeto a sí mismo, hizo cumplir una política de dos idiomas (en lugar de la fórmula de tres idiomas en otros estados del sur), implementó subsidios para el arroz y cambió el nombre del estado de Madrás a Tamil Nadu.